# 羅比奧 (食品)

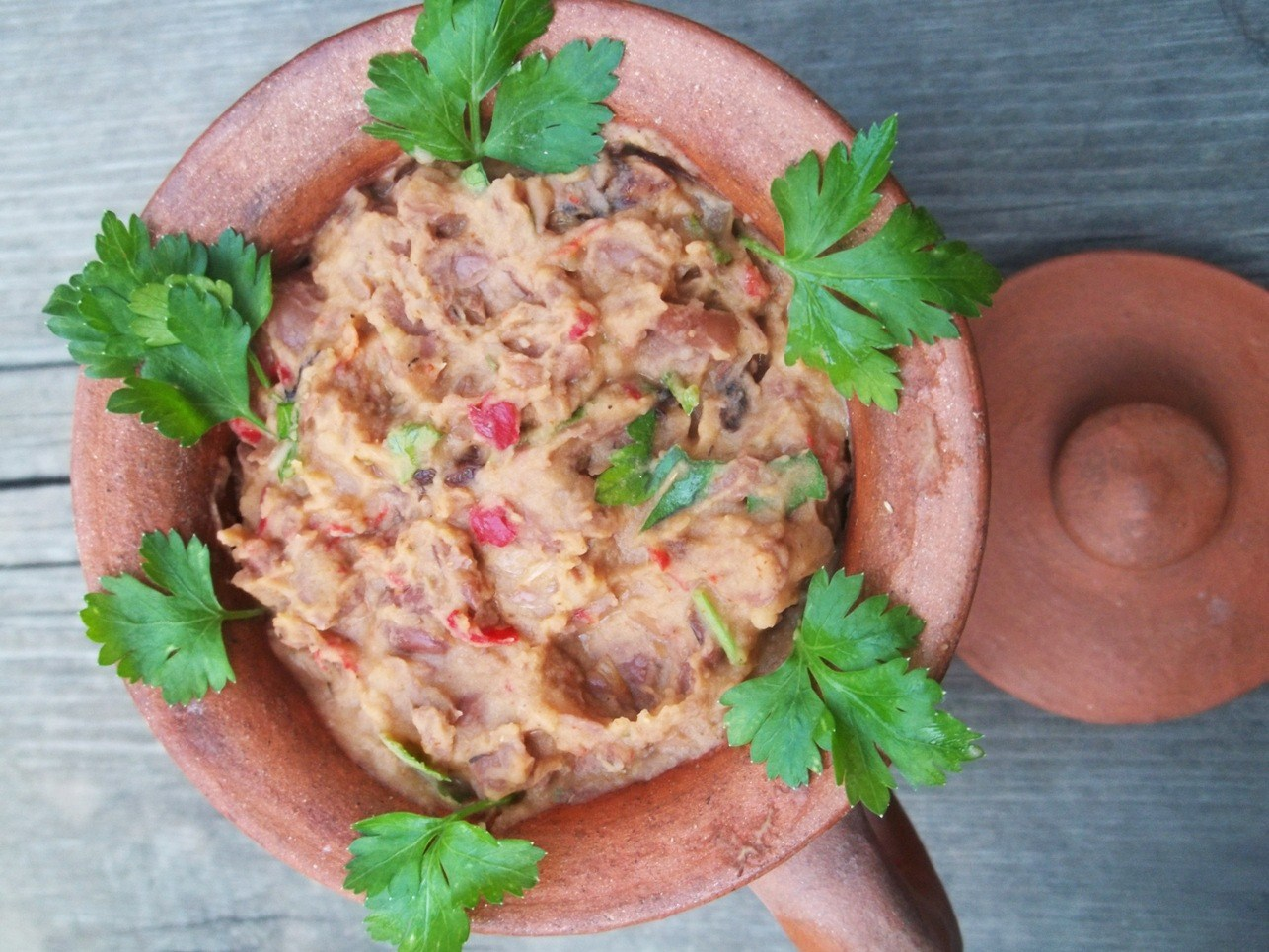
羅比奧

羅比奧是一道傳統喬治亞料理，其主要原料是各種豆類（經過煮或燉），以及香菜、核桃、大蒜和洋蔥。羅比奧有多個種類，既可冷食也可熱食。